# Laurence Picq
Pour les articles homonymes, voir Picq.
Œuvres principales
Au-delà du ciel. Cinq ans chez les Khmers rouges (1984)

Le Piège khmer rouge (2013)
Laurence Picq est une institutrice française quand elle se marie en 1967 avec Suong Sikoeun, un étudiant cambodgien qui sera un des proches de Ieng Sary, un des principaux dirigeants khmers rouges. 
Après cinq ans passés en Chine, lors de la Révolution culturelle, elle a vécu à Phnom Penh de 1975 à 1979, pendant le régime des Khmers rouges, où au moins 1,7 million de personnes ont été exécutées ou sont mortes de faim. 

## Biographie

### Mariage et départ pour l'Asie
Laurence Picq fait la connaissance, en 1967 à Paris, d'un étudiant cambodgien  Suong Sikoeun avec qui elle se marie rapidement. Suong Sikoeun adhère à l'idéologie marxiste-léniniste, il étudie la philosophie du siècle des Lumières et celle de la Révolution française. Il est en particulier fasciné par Maximilien de Robespierre : « il incarne l'intégrité, le courage, l'abnégation. Et Robespierre, c'est l'essence de l'idéologie khmère rouge ».
Après le coup d'État du général Lon Nol, Suong Sikoeun rejoint la Chine en 1970, puis le maquis au Cambodge. Laurence Picq le suit en Chine. Pour l'historien Henri Locard, Laurence Picq est « une sympathisante communiste fascinée par le groupe des étudiants cambodgiens et par Sikoeun. Elle était sincère et assez naïve aussi pour aller à Pékin ». Elle donne naissance à deux filles, en 1971 et 1972. Puis en 1975,  les Khmers rouges prennent le  pouvoir au Cambodge. Suong Sikoeun veut divorcer de Laurence au « nom de la pureté révolutionnaire ». Son mentor Ieng Sary refuse et fait en sorte que Laurence rejoigne son mari au Cambodge.  « La présence d’une Française aux côtés des Khmers rouges conférait à Ieng Sary un blason d’internationalisme et lui permettait d’afficher son ouverture d’esprit » indique Laurence Picq qui comprend plus tard qu'elle a été manipulée.

### Camp B-1
Elle réside et travaille, comme traductrice, sous les ordres de Ieng Sary au sein du ministère khmer rouge des Affaires étrangères, dont le nom de code est B-1. 
Dans un climat de peur et de délation, Laurence Picq observe les purges qui sévissent dans le camp  B-1, « ces « départs » pour un séjour à la base  avant d’ouvrir une ambassade à l’étranger , qui signifiaient la torture à S-21  et la mort ». Elle mentionne la disparition de centaines d'intellectuels et de diplomates convoqués au B-1 par Ieng Sary. Ce dernier s'est inspiré de la prison numéro 1 de Pékin, qui pratiquait un système de rééducation, pour transformer les opposants en communistes convaincus. Laurence Picq s'appelle désormais « Phâl », sa nouvelle identité. Entre 1975 et 1979, elle ne sort que deux fois du camp B1. Elle se lève à cinq heures et se couche après minuit, elle doit rester en permanence avec les autres membres du camp, sinon on peut être accusé d'« activité non organisée ». Elle travaille au potager, écoute la radio en groupe et mange dans le réfectoire réservé aux femmes. Ses traductions célèbrent des « récoltes prodigieuses » et les « bonds prodigieux de la révolution ». Elle doit faire son autocritique deux fois par semaine, elle y sera accusée de « communisme révisionniste » car elle avait évoqué, alors qu'elle vivait encore en France, l'organisation d'un camp de vacances pour le syndicat CGT. Elle demande à rentrer en France, proposition acceptée mais sans ses deux filles, alors elle reste. Lors de sa fuite en 1980, son fils de trois mois meurt d'épuisement dans ses bras.

### Retour en France
Une fois revenue en France, elle se reconstruit et après cinq ans d'études devient psychologue clinicienne  à Dijon. Les premiers mois après son retour, elle conserve les comportements de ses années au Cambodge. Ne pas croiser les jambes en s'asseyant car c'est un signe des « valeurs néfastes de la bourgeoisie et du colonialisme ». Ne pas utiliser le « je » qui dénote un « manque d'humilité révolutionnaire ». À la question : « Vous les avez servis, n'est-ce pas ? Est-ce que vous avez du sang sur les mains ? », elle ne répond pas : « je ne savais plus ce que j'avais vu, qu'est-ce qui était la réalité ».

## Accueil critique
Pour Philippe Boudarel du Monde diplomatique l'ouvrage de Laurence Picq Au-delà du ciel. Cinq ans chez les Khmers rouges met « en relief, la cohérence du dessein des Khmers rouges : édifier un État national et collectiviste quel qu’en soit le coût humain ». Le sinologue Jean-Luc Domenach indique : « son récit montre le désarroi d'une jeune femme précipitée par son idéalisme dans l'univers terrorisé et terroriste des plus hauts serviteurs de l'Angkar. Il fourmille de notations précises, psychologiques et
politiques ».

## Récompense
Laurence Picq a reçu le Prix littéraire de l'Asie décerné par l'Association des écrivains de langue française en 1985 pour son ouvrage Au-delà du ciel. Cinq ans chez les Khmers rouges.

## Ouvrages
- Au-delà du ciel. Cinq ans chez les Khmers rouges  Barraud, Paris, 1984, 212 pages.
- Le Piège khmer rouge, préface d'Arnaud Vaulerin, Buchet/Chastel, 2013, 424 pages[10].